# Гаврилов, Гарий Петрович
Гарий Петрович Гаврилов (19 ноября 1935 — 5 декабря 1999) — доктор физико-математических наук, профессор кафедры математической кибернетики МГУ.

## Биография
В 1953 году окончил Сызранский нефтяной техникум (Куйбышевская область), а в 1958 году — механико-математический факультет МГУ. В 1960—1963 годах учился в аспирантуре механико-математического факультета.
Кандидат физико-математических наук (1964), защитил диссертацию на тему «Вопросы функциональной полноты в счётнозначной логике» (научный руководитель С. В. Яблонский). Доктор физико-математических наук (1998), тема диссертации: «Вопросы выразимости и мощностной характеризации для дискретных функциональных систем с операцией суперпозиции». Учёное звание — доцент (1971 год).
В 1958—1960 годах Г. П. Гаврилов работал инженером на предприятии Министерства обороны. По окончании аспирантуры в 1963—1967 годах работал на должности старшего преподавателя кафедры высшей математики в Смоленском филиале Московского энергетического института. В 1967—1968 годах руководил экономико-математическим сектором лаборатории математического моделирования НИИ хлорной промышленности (Москва). В 1968—1971 годах работал на должности старшего преподавателя, а затем доцента кафедры высшей математики Московского авиационно-технологического института.
Награждён медалями «Ветеран труда» (1987 год) и «В память 850-летия Москвы» (1997 год).

## Научная карьера
В Московском университете работал с июня 1971 года: доцент (1971—1999) кафедры математической логики и теории автоматов (с 1975 года — кафедра математической кибернетики), профессор (1999) кафедры математической кибернетики факультета ВМК.
В круг научных интересов входили дискретная математика, теория функциональных систем, математическая логика, конечнозначные и счетнозначные логики, теория графов, комбинаторный анализ.
Г. П. Гавриловым были получены значимые разработки в теории конечнозначных и счетнозначных логик. Им даны нетривиальные формульные представления для некоторых замкнутых классов многозначных логик Pk; приведено описание некоторых решёток замкнутых классов в Pk (k = pr, p — простое), включающих класс многочленов; установлена континуальность множества предельных логик, обладающих конечным базисом; дано обоснование гиперконтинуальности множества предполных классов счётнозначной логики, не содержащих обобщённых констант; установлено, что для каждого натурального числа {\displaystyle l?2} в структуре включений замкнутых классов счётнозначной логики {\displaystyle P} существует класс высоты l (причём даётся конструктивное описание каждого такого класса), который содержит гиперконтинуальное множество классов высоты {\displaystyle l+1}; показано, что в долевой счётнозначной логике существует ровно три класса типа Слупецкого, и приведено описание этих классов.
В теории рёберных раскрасок графов Г. П. Гавриловым изучены (совместно с И. А. Музычук) некоторые метрические характеристики графов, критических по рёберной раскраске, доказано несуществование критических по рёберной раскраске графов некоторых порядков.
Г. П. Гаврилов был автором обязательных курсов «Математическая логика» и «Избранные вопросы дискретной математики», которые читал в течение многих лет на факультете ВМК. Он вёл спецкурсы по классической и дескриптивной теории множеств, прикладным задачам теории графов и теории алгоритмов, функциональным системам дискретной математики и другие. Больше 20 лет Г. П. Гаврилов читал курсы по комбинаторном анализе, алгоритмам на графах, математической логике, основам дискретной математики для слушателей вечернего отделения факультета ВМК.
В течение долгого времени сотрудничал как редактор и переводчик в издательстве «Мир», под его редакцией вышло 14 книг по теории графов, комбинаторном анализе и логическим аспектам искусственного интеллекта.
Подготовил 6 кандидатов наук.
Автор более 50 научных трудов, в том числе монографии и более десяти учебных пособий.

## Труды
- О функциональной полноте в счетнозначной логике // Проблемы кибернетики — М.: Наука, 1965, вып. 15, с. 5—64;
- Функции алгебры логики и классы Поста — М.: Наука, 1966, 120 с. (соавт. С. В. Яблонский, Кудрявцев В. Б.);
- О мощности множества предельных логик, обладающих конечным базисом // Проблемы кибернетики — М.: Наука, 1969, вып. 21, с. 27—40;
- Предполные классы частичной счетнозначной логики, содержащие все функции одной переменной // Методы дискретного анализа в теории графов и логических функций — Новосибирск, 1976, вып. 28, с. 12—24;
- О замкнутых классах многозначной логики, содержащих класс полиномов // Дискрет. матем. — М.: Наука, 1997, т. 9, вып. 2, с. 12—23.
- Сборник задач по дискретной математике — М.: Наука, 1977, 368 с. (имеются переводы на английский, испанский и венгерский языки), 3-е изд.;
- Учебное пособие по курсу «Дискретная математика». Анализ и синтез схем в многозначных логиках : [Учеб. пособие] / С. В. Яблонский, Г. П. Гаврилов, А. А. Набебин; Ред. В. А. Орлов; Моск. энерг. ин-т. — М. : МЭИ, 1989. — 20 см. Ч. 1. — М. : МЭИ, 1989. — 117 с.
- Задачи и упражнения по дискретной математике — М.: Физматлит, 2004, 416 с. (соавт. А. А. Сапоженко).